# Kirsty Muir
Kirsty Muir (Aberdeen, 5 maggio 2004) è una sciatrice freestyle britannica, specializzata in slopestyle e big air.

## Biografia
Attiva a livello internazionale dall'agosto 2018, Kirsty Muir ha debuttato in Coppa del Mondo il 3 novembre 2019, giungendo 13ª nel big air di Modena. Il 20 marzo 2021 ha ottenuto il suo primo podio nel massimo circuito, arrivando 2ª nello slopestyle di Aspen, alle spalle della francese Tess Ledeux.

## Palmarès

### Mondiali juniores
- 2 medaglie:
  - 1 argento (slopestyle a Kläppen 2019)
  - 1 bronzo (big air a Kläppen 2019)

### Winter X Games
- 2 medaglie:
  - 2 bronzi (slopestyle e big air ad Aspen 2023)

### Coppa del Mondo
- Miglior piazzamento in Coppa del Mondo generale di freestyle: 5ª nel 2021
- 5 podi:
  - 1 vittoria
  - 3 secondi posti
  - 1 terzo posto

#### Coppa del Mondo - vittorie
| Data          | Località | Paese   | Specialità |
| ------------- | -------- | ------- | ---------- |
| 14 marzo 2025 | Tignes   | Francia | SS         |

Legenda:

SS = Slopestyle